# Hnědouhelné doly a briketárny
Hnědouhelné doly a briketárny Sokolov byly druhou nejproduktivnější hnědouhelnou těžební společností v Československu.[zdroj?]

## Historie
Vyhláškou ministra průmyslu 442/1945 Ú.l.I (o znárodnění podniků v zemi České a Moravskoslezské, provozovaných podle horního zákona) ze dne 29. listopadu 1945 se znárodnily také důlní podniky v Chebské a Sokolovské pánvi.
Dne 7. března 1946 vznikl Vyhláškou ministra průmyslu č. 823/1946 Ú. l. I (o zřízení národních podniků hornických) v Sokolovském hnědouhelném revíru národní podnik Falknovské hnědouhelné doly. Podnik se skládal jak z hlubinných dolů, tak z povrchových lomů. U povrchového dobývání šlo o 8 malolomů, které byly na okraji hnědouhelné pánve v místě výchozů slojí. 25 hlubinných dolů byly malé až střední velikosti. Briketárny byly zastoupeny šesti provozy. Součástí firmy byly i elektrárny, cihelny, pila, štěrkovny a velkostatky.
Majetková podstata Falknovských hnědouhelných dolů byla vytvořena znárodněním podniků:
- Chebská důlní akciová společnost (Egerländer Bergbau), Königswerth u Falknova
- Leipold a Schnurrer, Weiden, Oberpfalz
- František Mestek, Lesov u Karlových Varů
- Werner Rinkes, Falknov nad Ohří
- Gustav Moder, Počerny
- Duchcovsko-Podmokelská dráha a. s. (Dux-Bodenbacher Eisenbahn), Karlovy Vary
- Kom. společnost Julius Rütgers a Thun-Hohenstein (Kompandit. Ges. Julius Rütgers & Thun-Hohenstein), Karlovy Vary. Znárodněny byly také patenty č. 66738, č. 66739 a  č.66740[4]
- Společnost pro zužitkování uhlí O. Sprinzig a spol., kom. spol., dříve Betty Sacherová v Lokti a Dr. Ing. H. Apfelbeck, v Karlových Varech (Kohlenverwertungsgesellschaft O. Sprinzig & Co. K. G., vorher Betty Sacher, Ellbogen und Dr. Ing. H. Apfelbeck), Karlovy Vary
- Dolové a průmyslové závody akc. spol., dř. J. D. Starck (Montan- und Industriewerke A. G. vorm. Joh. Dav. Starck), Dolní Rychnov u Falknova, v rozsahu jeho znárodnění
- část znárodněného podniku Severočeské hnědouhelné doly a. s. (Sudetenländische Bergbau A. G.), Most: doly Gustav s briketárnou, Fleissnerovou sušárnou, elektrárnou a pilou v Habersbirku, Felicián II. a III. - Citice a Antonín, Eleonora - Sedlec
- část znárodněného podniku Porzellanfabrik Concordia, Zweigniederlassung der Melitta - Werke Bentz & Sohn, Minden i. W., Lesov u Karlových Varů: důl Anna - Otovice
- část znárodněného podniku Chemické závody Ústí nad Labem - Falknov, společnost s r. o. (Chemische - Werke Aussig-Falkenau), Ústí n. L.: důl Jiří - Lomnice
- část znárodněného podniku Libavské textilní závody Fischer a spol. (Liebauthaler Textilwerke Fischer & Co.), Kynšperk: doly Arnošt, Ludmila - Kynšperk
- část znárodněného podniku Sedlecké kaolinové závody a. s. (Zettlitzer Kaolinwerke). Sedlec u Karlových Varů: důl Ilsa - Počerny
- část znárodněného podniku Ostdeutsche Glaswerke, A. G. se sídlem ve Vídni: důl Michal - Staré Sedlo

Dne 30. srpna 1946 byla k firmě převedena část majetkové podstaty firmy „Chemische Werke Aussig - Falkenau, Gesellschaft mit beschränkter Haftung“.

## HDB Sokolov
Dne 28. června 1949 rozhodl okresní soud o změně názvu firmy a sídle firmy. Firma se nově jmenovala Hnědouhelné doly a briketárny, sídlo bylo změněno z důvodu přejmenování města Falknov na Sokolov.
Pokrok ve strojírenství umožňoval stavbu výkonných kolesových rypadel vhodných ke skrývkám nadložních zemin, ale firma vyhlásila veřejnou soutěž na řešení výkonného způsobu dobývání mocné hnědouhelné sloje hlubinným způsobem.
Hlubinné doly neměly perspektivu a do několika let ukončily svoji těžbu. V západní oblasti revíru šlo o tyto hlubinné doly:
- Adolf-Žofie v Bukovanech (1900-1954)
- Arnošt-Ludmila v Pochlovicích (1887-1946)
- Bedřich v Čisté (1887-1947)
- Boží požehnání v Kynšperku (1880-1946)
- Felicián v Citicích (1888-1948)
- Gustav v Habartově 1920-1946)
- Fischer v Citicích (1856-1958)
- Rudolf v Habartově (1867-1954)
- Anežka v Lískové (1889-1958)
- Erika v Týnu u Lomnice (1941-1947)
- Michal ve Staré Sedle (1879-1958)
- Bohemia v Sokolově (1912-1949)

Největším problémem podniku byl nedostatek pracovních sil. Podnik poslal 400 nejlepších havířů do ostravských dolů. Náborovými akcemi se podařilo získat pracovníky, ale buď se jednalo o brigádníky, kteří přišli na omezenou dobu, nebo o lidi, kteří brzy odešli jinam. S nadějí očekával podnik administrativní pracovníky, kteří byli poslání k dělnickým profesím v rámci Akce 77.
Hnědé uhlí obsahovalo max. 50% spalitelných látek a nebylo ekonomické převážet ho na větší vzdálenosti. Vybudovala se elektrárna Tisová. Pro tyto energetické účely bylo uhlí upraveno v ústřední třídírně Tisová (ÚTT). Frakce 0-22 mm, která vznikla po drcení byla využita v briketárně Tisová .
V roce 1967 se trust podniků Hnědouhelné doly a briketárny členil:
- Přátelství
  - Silvestr (Dolní Rychnov)
  - Úpravna uhlí (Březová)
  - Briketárna (Březová)
- Pohraniční stráž
  - Medard I. (Svatava)
  - Medard II. (Svatava)
- Dukla
  - Gustav (Habartov)
  - Libík (Habartov)
- 25. únor
  - Jiří (Nové Sedlo)
  - Družba (Nové Sedlo)
  - Lipnice (Lipnice)
- České lignitové závody
  - Svatopluk (Mydlovary)
- Marie Majerová
  - Marie (Královské Poříčí)
  - Josef - Jan (Pila u Karlových Var)
- Báňské stavby
  - Báňský závod (Sokolov)
  - Stavební závod (Sokolov)
  - Rekultivace (Sokolov)
  - Vedlejší a pomocné výroby (Sokolov)
- Ústřední dílny
- Kombinát pro využití hnědého uhlí
  - Úpravna Vřesová
  - Energetika Vřesová
  - Tlaková plynárna Vřesová
  - Ústřední údržba Vřesová
- Statky a lesy
  - Hospodářství Královské Poříčí
  - Lesní závod Královské Poříčí

Kvůli otevření dobývacího prostoru lomu Družba ve východní části revíru se přeložila 18kilometrová železniční trať Chodov - Sokolov. Po vybudování přeložky za 1,2 mld. Kčs byla zahájena těžba, bohužel v obtížných geologických podmínkách.
Od roku 1965 byl jediným hlubinným dolem v revíru Důl Marie Majerová v Královském Poříčí. Jeho činnost byly ukončena v roce 1991.
V roce 1981 byl nasazen první technologický celek TC-2 v Sokolovském revíru.

## Kombinát pro využití hnědého uhlí Vřesová
V únoru 1959 zahájil podnik Armabeton na katastru Vřesové zemní práce pro výstavbu jednoho z největších průmyslových komplexů Československa. Kombinát se skládal z úpravny uhlí, briketárny, tlakové plynárny a chemických provozů. Výstavba KVHU ve Vřesové měla už v roce 1964 problémy s dodržováním termínů. V zimě 1969/1970 stagnovala dodávka svítiplynu. Za viníka byl komunisty označen ředitel, který byl „pravičák". Problémy s dokončením Kombinátu, konkrétně Tlakové plynárny, pozdějšího závodu, byly vnímány jako celostátní problém. Palivový kombinát byl zmíněn i ve významném ideologické dokumentu KSČ, který se jinak zabýval zásadními a obecnými problémy československé ekonomiky.
V roce 1975 byl KVHU sloučen s národním podnikem 25. únor Vintířov. Sloučené podniky nesly název Palivový kombinát 25. únor, koncernový podnik. Palivovou základnu tvořily lomy Jiří a Družba, jako závody koncernového podniku.

## Názvy firmy
Ke změnám názvu docházelo v souvislosti s organizačními změnami, resp. změnami forem řízení:
- 1. leden 1952 Hnědouhelné doly a briketárny, revírní ředitelství (řídilo 15 samostatných národních podniků)
- 1.leden 1956 Hnědouhelné doly a briketárny, trust (řídil 11 samostatných národních podniků)
- 1. duben 1958 Sdružení hnědouhelných dolů a briketáren Sokolov
- 1. červenec 1965 Hnědouhelné doly a briketárny, oborové ředitelství (řídilo 10 samostatných národních podniků)
- 1. leden 1976 generální ředitelství koncernu Hnědouhelné doly a briketárny (řídilo 6 koncernových podniků, 1 koncernovou účelovou organizaci a 1 závod)[23]
- 1988 Hnědouhelné doly a briketárny, koncern[24]
- 1990 Hnědouhelné doly a briketárny, státní podnik[24]

## Po roce 1990
150 sokolovských horníků požadovalo samostatnost pro oba důlní podniky s.p. Hnědouhelné doly a briketárny Sokolov, tedy pro Palivový kombinát Vřesová a Důl Pohraniční stráž Březová. Proto demonstrovali dne 22. května 1990 před budovou federálního ministerstva paliv a energetiky v Praze.
Dne 28. června 1990 byl zapsán do Obchodního rejstříku Palivový kombinát, státní podnik, který byl 20. dubna 1998 přejmenován na Palivový kombinát Vřesová, státní podnik.
Dne 29. června 1990 byl zapsán do Obchodního rejstříku Důl Pohraniční stráž, státní podnik, který byl 14. února 1991 přejmenován na Hnědouhelné doly Březová, státní podnik (HD Březová s. p.). Na základě rozhodnutí ministra průmyslu a obchodu č. 398/1997 o zrušení státního podniku bez likvidace sloučením se státním podnikem Palivový kombinát Vřesová, byla firma vymazána z obchodního rejstříku.